# Station Chartham
Chartham is een spoorwegstation van National Rail in Canterbury in Engeland. Het station is eigendom van Network Rail en wordt beheerd door Southeastern. 